# Salvar el fuego
Salvar el fuego es una novela de Guillermo Arriaga, novelista, guionista y director de cine mexicano. Fue Premio Alfaguara de Novela en 2020.

## Desarrollo
A partir del romance entre dos personajes que pertenecen a dos mundos muy distantes, el delictivo y el artístico, el autor narra mediante varias tramas superpuestas las distintas capas de una sociedad convulsa y llena de contradicciones. La narración está estructurado sobre tres voces que usan eficazmente distintas jergasy modos dialectales para meternos en los personajes.

Según el presidente del jurado, el mexicano Juan Villoro:
Es una novela polifónica que narra con intensidad y excepcional dinamismo una historia de violencia donde el amor y la redención aún son posibles.
La novela fue presentada al concurso con el seudónimo "Isabella Montoni". Fueron miembros del jurado Laura Alcoba y Edurne Portela, el periodista y poeta Antonio Lucas, el librero Jesús Rodríguez Trueba, y la directora editorial de Alfaguara, Pilar Reyes.
Con un estilo de relato en primera, segunda y tercera persona, el autor introduce al lector en los  momentos que marcan vidas de sus personajes. Con un léxico fruto del mestizaje spaninglish, el autor está totalmente libre y fresco para hacer todo tipo de asociaciones con las palabras.

## Personajes
José Cuahtemoc es un preso condenado a 50 años por parricidio y homicidios múltiples. Hijo de un intelectual y maestro obsesionado con la causa indigenista y la superación de la raza, sufrió una infancia atroz en manos de su exigente padre, a quien mató. Tras pasar por la cárcel y ser liberado, la propia vida le liga de nuevo al mundo delictivo y del narcotráfico, apresándole sine die. Con una educación y cultura excepcionales para el mundo carcelario, José Cuahtemoc se redimirá a través de la literatura y los talleres de escritura creativa de la prisión.
Marina es bailarina y directora de una compañía de danza contemporánea. Conoce a José Cuahtemoc tras la representación de uno de sus montajes de danza en la cárcel. Tras incorporarse como asesora a los talleres de escritura creativa fundados por un conocido novelista, Julián, quien pasó por la cárcel tras dar una paliza a un crítico adverso, Marina siente una total atracción por José Cuahtemoc e inicia una relación amorosa que le cambia todos los esquemas de su vida familiar y burguesa.